# 임세준
임세준(1989년 7월 18일 ~ )는 대한민국의 가수이다.

## 학력
- 신남중학교
- 양천고등학교
- 아현산업정보학교
- 서울예술대학교 실용음악과

## 음반 목록
- 《To Love Somebody》 (2012년)
- 《Global Project `Kiss The Rain` Part 2》 (2012년)
- 《끝》 (2014년)
- 《2호선 그녀》 (2014년)
- 《Baby I Love You》 (2014년)
- 《나홀로 크리스마스 (Made in The VIBE)》 (2014년)
- 《Lie》 (2015년)
- 《축가 (Celebrate Love) (Made in THE VIBE)》 (2015년)
- 《I`m Sorry》 (2015년)
- 《Baby You》 (2015년)
- 《Someday》 (2016년)
- 《오늘은 가지마 (Made in THE VIBE)》 (2016년)
- 《Five Years》 (2017년)
- 《Not, I》 (2018년)

## 가수 외 활동

### 예능 프로그램
- 2015년 MBC《미스터리 음악쇼 복면가왕》 - 모기향 필 무렵
- 2022년 JTBC《싱어게인2 》